# 贝斯以色列女执事医疗中心
贝斯以色列女执事医疗中心（英文：Beth Israel Deaconess Medical Center，縮寫：BIDMC）是一个位于美国马萨诸塞州波士顿的国际知名的医疗中心，是哈佛医学院主要的教学医院。它的前身是“贝斯以色列医院”（1916年成立）和“新英格兰女执事医院”（1896年成立），1996年2所医院合并。在独立的教学医院中，贝斯以色列女执事医疗中心从国家卫生研究院所接受的生物医学研究资金名列第三位，每年接近1.5亿美元。贝斯以色列女执事医疗中心的研究人员超过1000名。
贝斯以色列女执事医疗中心坐落在长木医学区，是马萨诸塞Caregroup Healthcare System的旗舰医院  一向被美国U.S. News & World Report列为美国最好的医院之一。它是新英格兰最大的医院之一，仅次于麻省总医院和布莱根妇女医院（均位于波士顿）。
贝斯以色列女执事医疗中心发展史上的里程碑：
- 1922年在英格兰首次注射胰岛素。
- 1960年首次植入心脏起搏器。

## 联系
- 哈佛医学院的3个主要教学医院之一
- 2003年与波士顿红袜建立伙伴关系，成为该队的正式医院